# Държавно устройство на Салвадор
Салвадор е президентска република.

## Изпълнителна власт

### Президент
Президентът на Салвадор се избира за срок от 5 години, без право на преизбиране.

## Законодателна власт
Законодателната власт в Салвадор е представена от 1-камарен парламент в състав от 84 депутати, които се избират по пропорционална система с тригодишен мандат.

## Съдебна власт
Съдилищата от първа инстанция са граждански и наказателни. Делата се разглеждат от съдия, освен в случай на осъждане, когато 3 съдии вземат решенията.
От втора инстанция са междинно-апелативните съдилища. Делата се разглеждат от 3 съдии.
Върховният съд на Салвадор се състои от 4 различни камари – 3 апелативни съдилища и Конституционния съд.